# 셀스 얼라이브 시스템
셀스 얼라이브 시스템(Cells Alive System, CAS)은 일본 지바의 ABI 코퍼레이션에서 제조하는 상업용 냉동고 라인으로, 전자기장과 기계적 진동을 사용하여 식품의 질감을 손상시키는 얼음 결정 형성을 제한함으로써 일반 냉동보다 더 높은 신선도로 식품을 보존한다고 주장한다. 또한 물을 저온 보존 호환 유체로 대체하지 않고도 조직 생존율을 높인다고 주장하지만, 그 효과는 불분명하다. 이 냉동고는 식품 가공 산업의 관심을 끌었다.